# Nausigaster curvinervis
Nausigaster curvinervis är en tvåvingeart som beskrevs av Charles Howard Curran 1941. Nausigaster curvinervis ingår i släktet Nausigaster och familjen blomflugor. Inga underarter finns listade i Catalogue of Life.